# قارچ مگس
قارچ مگس یا آمانیتا موسکاریا (نام علمی: Amanita muscaria)یا کلاهک مرگ یک گونه قارچ سمی با کلاهک قرمز رنگ و دارای اثر روان‌گردان از سردهٔ قارچ مرگبار Amanita است که بومی نیم‌کره شمالی به ویژه مناطق معتدل بوده و با درختان کاج هم‌زیستی دارد. این قارچ به عنوان گونه ای کوررنگ شناخته میشود. این قارچ با درختان برگ‌ریز و مخروطیان گوناگونی مایکوریزا دارد. این گونه قارچ چتری معمولاً قرمز است. از شاخهٔ قارچ‌های چتری یا بازیدیومیست هاست و بازیدیوم تولید کرده (ساختار گرز مانند برای تولید مثل) همچنین نخینه‌های آن دیواره عرضی دارد. این قارچ دارای ایبوتنیک اسید است که خاصیت سمی دارد. خاصیت روان گردانی قارچ به دلیل موسکیمول است.

## نگارخانه

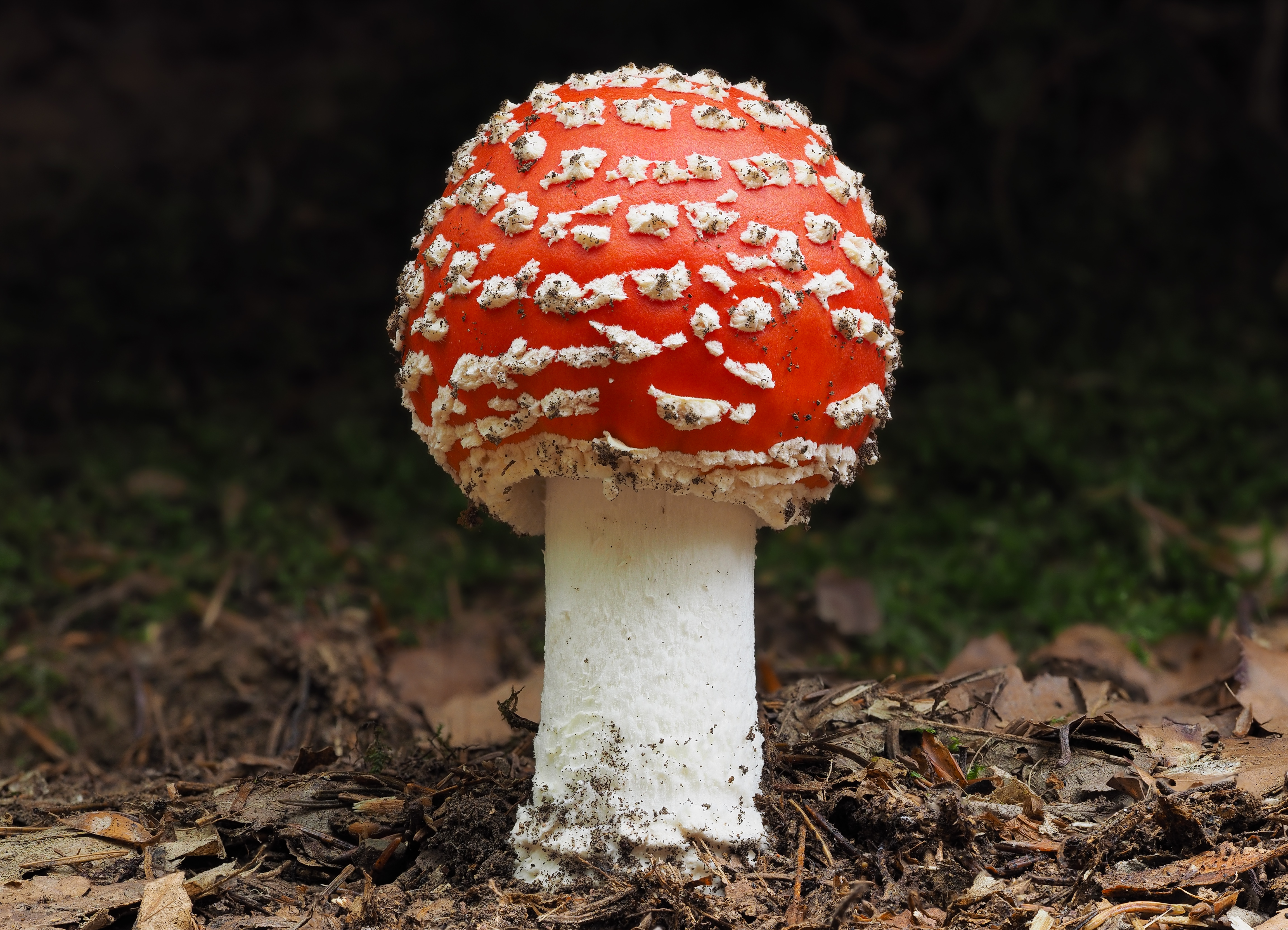
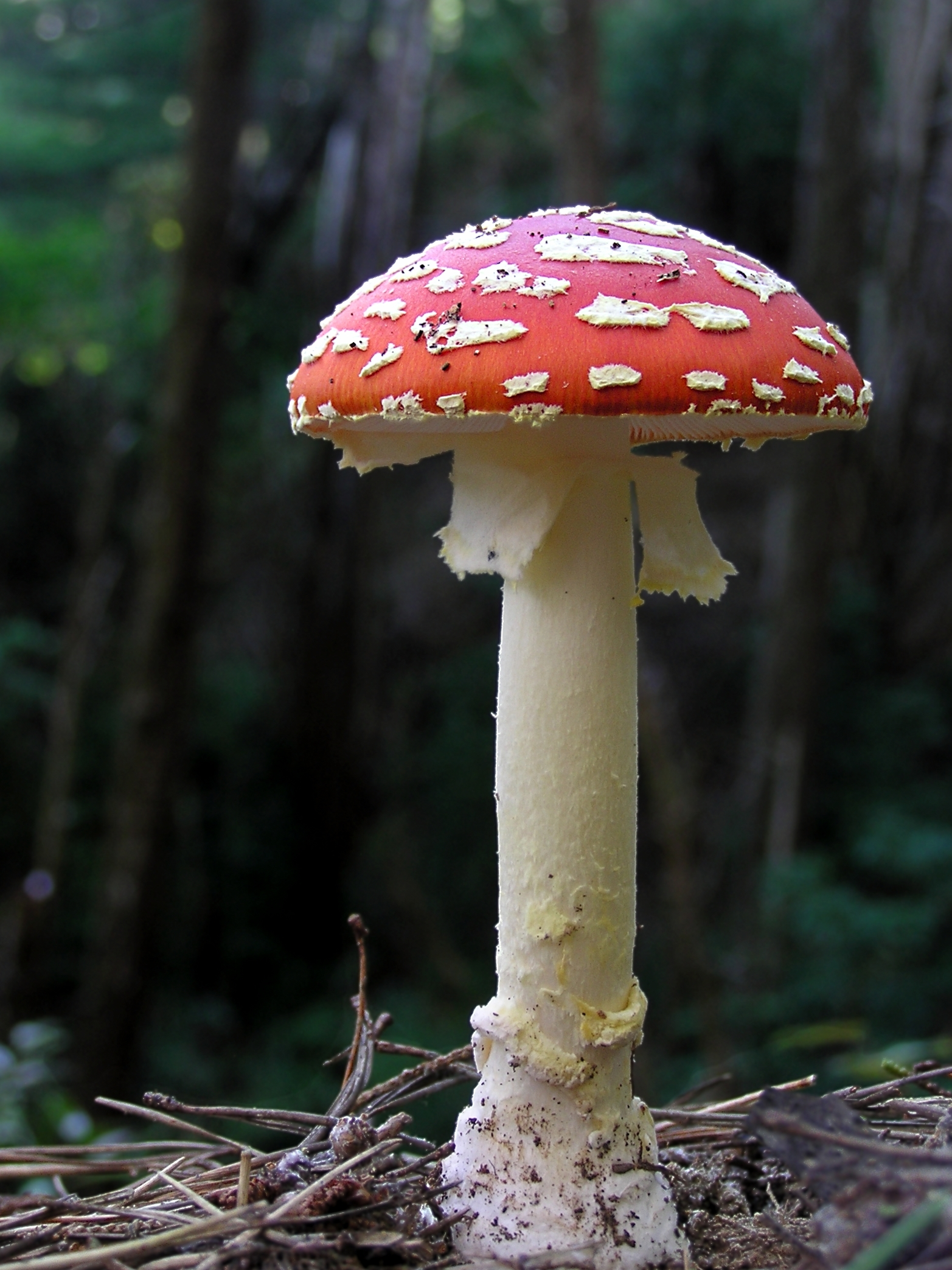
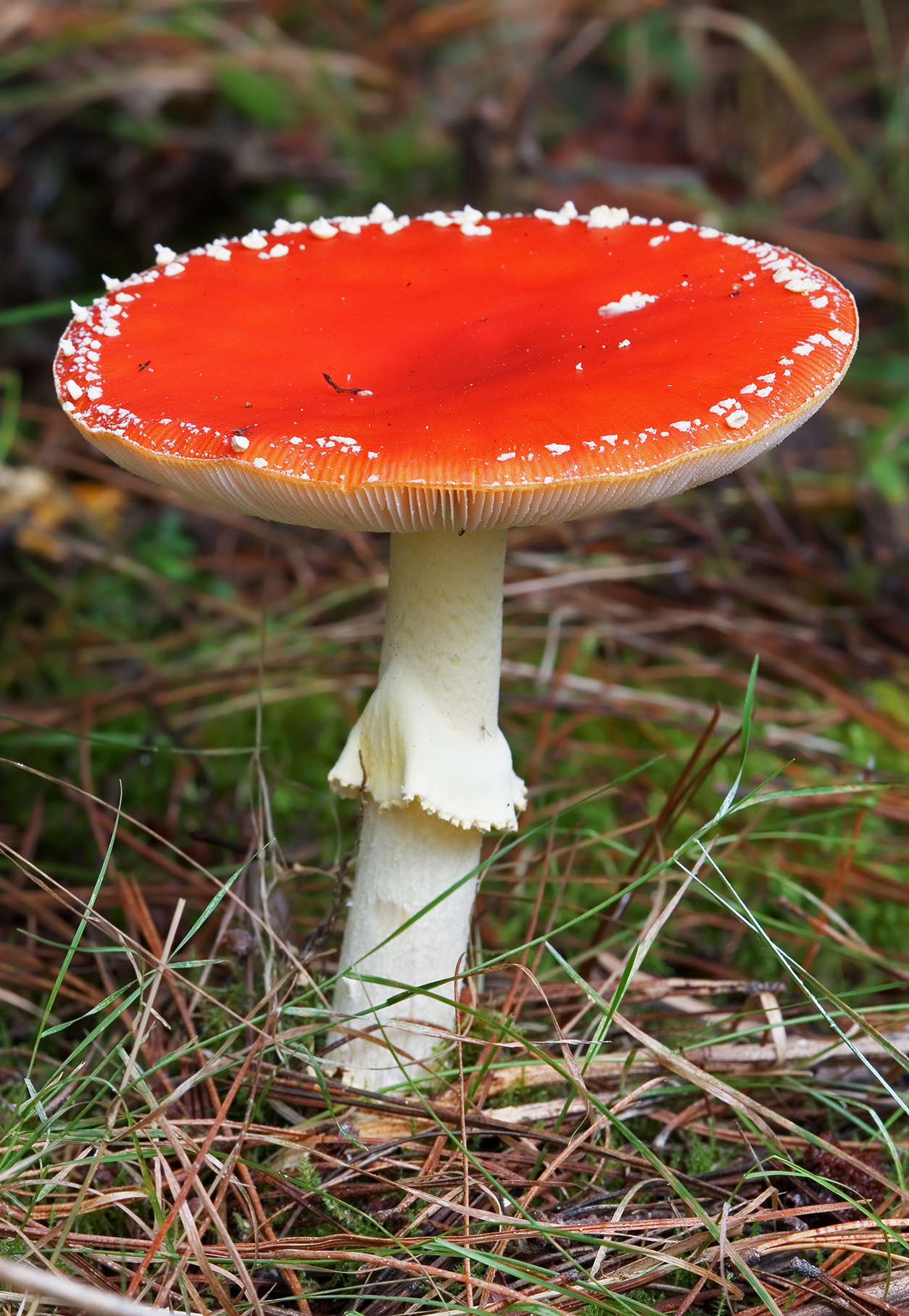